# Властиміл Копецький
Властиміл Копецький (чеськ. Vlastimil Kopecký, 14 жовтня 1912, Вілемов — 30 липня 1967, Глинсько) — чехословацький футболіст, що грав на позиції нападника. По завершенні ігрової кар'єри — тренер.
Виступав за празьку «Славію», а також національну збірну Чехословаччини.
Дев'ятиразовий чемпіон Чехословаччини. Триразовий володар Кубка Чехословаччини. Володар Кубка Мітропи.

## Клубна кар'єра
У дорослому футболі дебютував 1931 року виступами за команду клубу «Славія», кольори якої і захищав протягом усієї своєї кар'єри гравця, що тривала двадцять сезонів. У складі «Славії» був одним з головних бомбардирів команди, маючи середню результативність на рівні 0,69 голу за гру першості. Дев'ять разів ставав чемпіоном Чехословаччини (включаючи титули, здобуті у чемпіонаті Богемії і Моравії). 1938 року виборов з командою титул володаря Кубка Мітропи. Зіграв найбільше матчів за «Славію» у дербі проти «Спарти» — 44 матчі.

## Виступи за збірну
1932 року дебютував в офіційних матчах у складі національної збірної Чехословаччини. Протягом кар'єри у національній команді, яка тривала до 1948 року, провів у формі головної команди країни 26 матчів, забивши 8 голів.
У складі збірної був учасником чемпіонату світу 1934 року в Італії, де разом з командою здобув «срібло», чемпіонату світу 1938 року у Франції.

## Кар'єра тренера
Розпочав тренерську кар'єру, повернувшись до футболу після невеликої перерви, 1959 року, очоливши ненадовго тренерський штаб своєї рідної «Славії». Досвід тренерської роботи обмежився цим клубом.
Помер 30 липня 1967 року на 55-му році життя у Глинсько.

## Титули і досягнення
- Чемпіон Чехословаччини (9):

«Славія»: 1932—1933, 1933—1934, 1934—1935, 1936—1937, 1939—1940, 1940—1941, 1941—1942, 1942—1943, 1946—1947
- Володар Кубка Чехословаччини (3):

«Славія»: 1940—1941, 1941—1942, 1944—1945
- Володар Кубка Мітропи (1):

«Славія»: 1938
- Віце-чемпіон світу: 1934